# Albrecht Greiner-Mai
Albrecht Greiner-Mai (* 8. April 1932 in Lauscha; † 11. März 2012 ebenda) war ein deutscher Glasgestalter. Er gehörte zu den stil- und formprägenden Meistern der Lauschaer Glaskunst.

## Leben und Werk
Greiner-Mais Vater war Kunstglasbläser. Greiner-Mai absolvierte bei ihm eine Lehre in diesem Beruf. Nach Unterricht bei Paul Knabner (1901–1979) bestand er 1952 die Meisterprüfung. 1968 erhielt er die staatliche Anerkennung als Kunsthandwerker. Von 1971 bis 1973 machte er ein externes Studium als Glasgestalter an der Fachschule für angewandte Kunst Schneeberg. Ab 1972 arbeitete er als freischaffender Kunsthandwerker in Lauscha. Er wurde von Glasgestaltern wie Alfred Böhm (1893–1975) und Ernst Precht (1892–1969) insbesondere bei der Weiterentwicklung von Tier-Glasplastiken und deren gestalterischer Abstraktion beeinflusst, ebenso von seinem Mentor Horst Michel. Die von Greiner-Mai gefertigten Gefäße und Objekte zeigen typische, ihm eigene Ausdrucksformen. In Faden- und Netzglas- sowie Mosaiktechnik sind von Greiner-Mai gefertigten Gefäße trotz ihrer Differenziertheit in Form und Dekor unverwechselbar.
Greiner-Mai war bis 1990 Mitglied des Verbands Bildender Künstler der DDR, in dem er in der Zentralen Arbeitsgruppe Glas und als Vorsitzender der Sektion Kunsthandwerk des Bezirks Suhl aktiv war. Er hatte in der DDR und im Ausland eine bedeutende Zahl von Einzelausstellungen und Ausstellungsbeteiligungen, u. a. 1977/1978, 1982/1983 und 1987/1988 auf der VIII. bis X. Kunstausstellung der DDR in Dresden.
Arbeiten Greiner-Mais befinden sich u. a.im Museum für Glaskunst Lauscha, im Grassi-Museum Leipzig, im Schlossmuseum Arnstadt, im Staatlichen Museum Schwerin und in den Staatlichen Kunstsammlungen in Baden-Württemberg.

## Ehrungen
- 1976: Goldmedaille der II. Internationalen Glas- und Porzellanausstellung Jablonec n. N.
- 1982: Max-Reger-Preis
- 1984: Verdienstmedaille der DDR

## Einzelausstellungen (mutmaßlich unvollständig)
- 1979: Potsdam, VEB Umweltgestaltung und Bildende Kunst
- 1981: Suhl, Galerie am Steinweg
- 1981: Karl-Marx-Stadt, Galerie Schmidt-Rottluff
- 1982: Dresden, Neue Dresdner Galerie
- 1985: Berlin, Studiogalerie des Staatliche Kunsthandels
- 1987: Rostock, Kunsthalle
- 2002: Immenhausen, Glasmuseum Immenhausen
- 2007: Lauscha, Museum für Glaskunst